# Пеєрленд (Техас)
Пеєрленд (англ. Pearland) — місто (англ. city) в США, в округах Бразорія, Форт-Бенд і Гарріс штату Техас. Населення — 125 828 осіб (2020).

## Географія
Пеєрленд розташований за координатами 29°33′21″ пн. ш. 95°19′23″ зх. д. / 29.55583° пн. ш. 95.32306° зх. д. (29.555761, -95.323070).  За даними Бюро перепису населення США в 2010 році місто мало площу 122,93 км², з яких 121,77 км² — суходіл та 1,16 км² — водойми.

## Демографія
Згідно з переписом 2010 року, у місті мешкали 91 252 особи в 31 222 домогосподарствах у складі 24 564 родин. Густота населення становила 742 особи/км².  Було 33169 помешкань (270/км²).
Расовий склад населення:
| - 62,0 % — білих - 16,4 % — чорних або афроамериканців - 12,4 % — азіатів - 0,5 % — корінних американців - 6,0 % — осіб інших рас |

До двох чи більше рас належало 2,7 %. Частка іспаномовних становила 20,5 % від усіх жителів.
За віковим діапазоном населення розподілялося таким чином: 29,5 % — особи молодші 18 років, 62,8 % — особи у віці 18—64 років, 7,7 % — особи у віці 65 років та старші. Медіана віку мешканця становила 34,1 року. На 100 осіб жіночої статі у місті припадало 94,6 чоловіків;  на 100 жінок у віці від 18 років та старших — 90,5 чоловіків також старших 18 років.
Середній дохід на одне домашнє господарство  становив 112 799 доларів США (медіана — 95 972), а середній дохід на одну сім'ю — 125 057 доларів (медіана — 106 578). Медіана доходів становила 71 243 долари для чоловіків та 54 551 долар для жінок. За межею бідності перебувало 4,5 % осіб, у тому числі 5,1 % дітей у віці до 18 років та 3,7 % осіб у віці 65 років та старших.
Цивільне працевлаштоване населення становило 53 014 осіб. Основні галузі зайнятості: освіта, охорона здоров'я та соціальна допомога — 30,0 %, виробництво — 12,3 %, науковці, спеціалісти, менеджери — 12,0 %.